# マルセロ・フェルナン橋
マルセロ・フェルナン橋（Marcelo Fernan Bridge）はフィリピンにある長大なプレストレスト・コンクリート橋（エクストラドーズド橋）。マクタン・セブ国際空港やビーチリゾートのあるマクタン島のラプ＝ラプ市と、セブ島のマンダウエ市とを結ぶ。セブ市を中心とするフィリピン第二の大都市圏メトロ・セブの交通網の一部をなす。第二セブ・マクタン橋（Second Cebu-Mactan Bridge）とも呼ばれる。

## 歴史
マクタン島とセブ島の間には1973年に開通したマクタン・マンダウエ橋（オールドブリッジ）の激しい渋滞を解消するため、二本目の橋として1999年8月に開通した。橋の長さは1,237mで、中央径間は185m。4車線の車道と歩道がある。フィリピンではもっとも幅が広く長い橋の一つであり、日本の円借款と鹿島建設など日本企業の施工により完成した。元々はコンソラシオン市にちなむ「コンソラシオン橋」と呼ばれていたが、セブ市の有力な政治家で上院議員でもあるマルセロ・フェルナンの名にちなんだ現在の名称へ改称された。
1999年度の土木学会田中賞、プレストレストコンクリート技術協会賞（作品部門）を受賞した。

## 備考
橋のマクタン島側には、橋脚にミレニアムパークと呼ばれる公園があり、公園内にはフィリピン船員記念館がある。 橋の南北両側には歩行者用の通路がある。
橋はマクタン運河の北端に架かっており、約1.6 km南方にマクタン・マンダウエ橋が、その南にセブ・コルドバ連絡高速道路が架かっている。